# Jan Hopliński

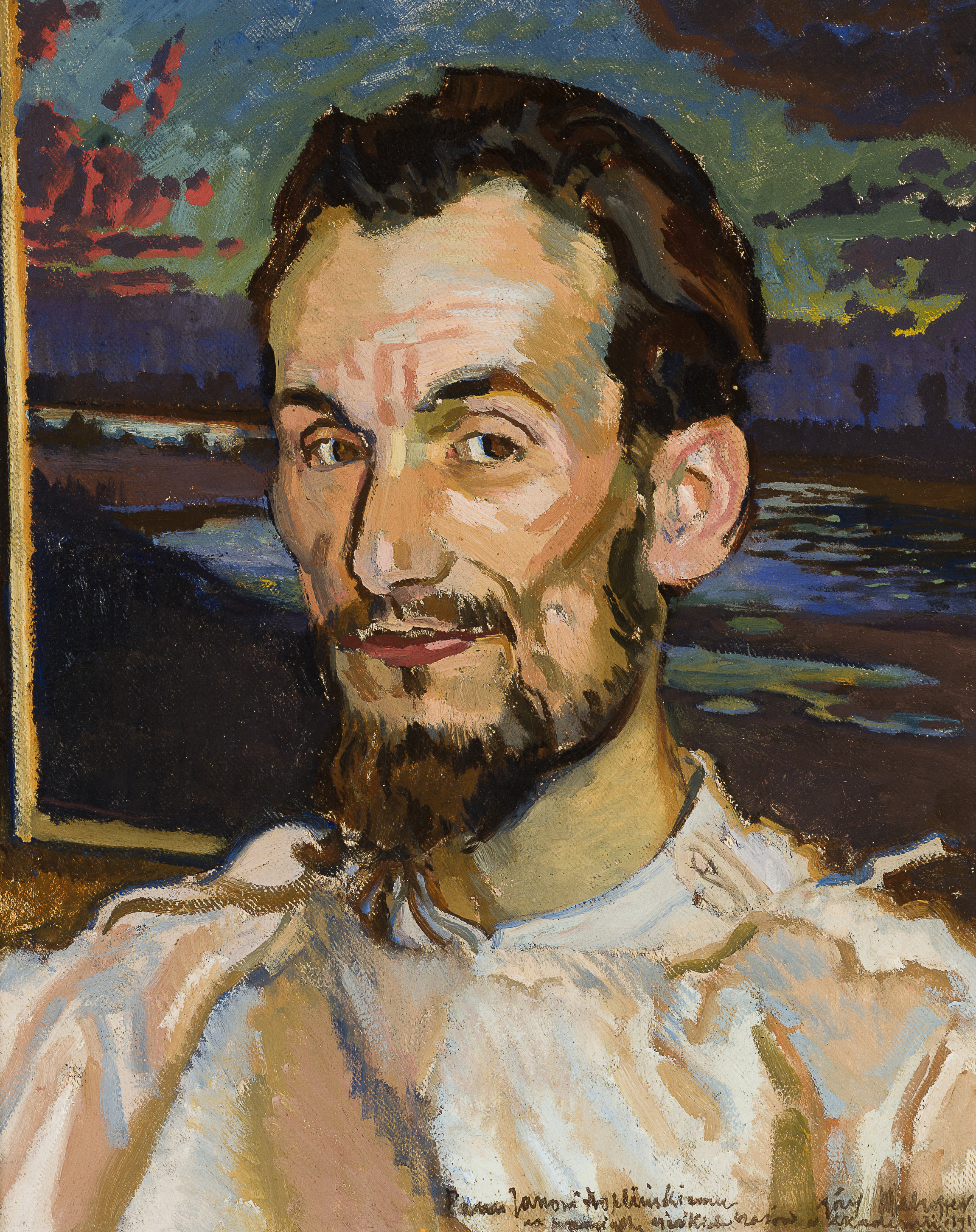
Portret J. Hoplińskiego autorstwa Józefa Mehoffera

Jan Hopliński (ur. 19 czerwca 1887 w Bohorodczanach, zm. 19 stycznia 1974 w Krakowie) - malarz, technolog malarstwa.

## Życiorys
Był 12 dzieckiem Jana Burdzińskiego i Anny Makłowicz. Ojciec Jan Burdziński syn Wincentego i Zofii Pietraszkiewicz był piekarzem. Matka Anna Burdzińska z domu Makłowicz, córka Isidora i Teodory z Małkowskich. Do szkoły podstawowej uczęszczał w Bohorodczanach. W roku 1900 rozpoczął naukę w gimnazjum w Kołomyi. Potem przebywał na Pokuciu, gdzie zajmował się folklorem i zbieraniem przedmiotów antycznych (obrazów, wykopalisk, mebli, druków itp.), przy czym poddawał je prymitywnym zabiegom konserwacji. Równocześnie malował. W roku 1911 przeniósł się do Krakowa, gdzie został przyjęty do Akademii Sztuk Pięknych jako uczeń nadzwyczajny, a od roku 1912 jako uczeń zwyczajny u prof. Dębickiego na wydziale malarstwa. Otrzymał kilka nagród na wystawach dorocznych, a w roku 1914 stypendium na wyjazd do Paryża. Wojna spowodowała pozostanie w Krakowie, gdzie kontynuował studia na Akademii. Od roku 1914 do końca wojny prowadził prywatną szkołę rysunku i malarstwa w Krakowie. W roku 1918 objął posadę nauczyciela rysunków w dwu gimnazjach we Włocławku. W roku 1920 otrzymał nominację na bibliotekarza i kustosza Biblioteki i Galerii ASP w Krakowie. W roku 1923 rozpoczął wykłady i ćwiczenia z Technologii i Technik Malarskich w Akademii Sztuk Pięknych.
W roku 1934 zmienia oficjalnie nazwisko Burdziński na nazwisko Hopliński. W roku 1935 habilitował się na docenta technologii malarskiej i technik malarskich. 28 czerwca 1948 r. został mianowany profesorem nadzwyczajnym ASP.
Pochowany na cmentarzu Rakowickim w Krakowie (kwatera LXIII-24-21).

## Prace malarskie (głównie portrety)
- Prof. Dębickiego 1919 r.
- Własny 1919 r.
- Ojca 1922 r.
- Harcerza 1930 r.
- Żony Heleny 1934 r.
- Siostry żony Anieli S. 1934 r.
- Amerykanina 1939 r.
- Syna z imadłem 1939 r.
- Żony na tle wnętrza 1940 r.
- Piwonie z Japonką 1942 r.

oraz wiele innych portretów i autoportretów.

## Publikacje
- Farby i spoiwa malarskie, Kraków 1927.
- Technologia malarska – techniki malarskie, Kraków 1934.

## Ordery i odznaczenia
- Krzyż Oficerski Orderu Odrodzenia Polski (1957)
- Złoty Krzyż Zasługi (11 listopada 1936)[2]
- Medal 10-lecia Polski Ludowej (18 lutego 1955)[3]
- Brązowy Medal Za Długoletnią Służbę (1938)
- Srebrny Medal Za Długoletnią Służbę (1938)